# 実在
実在もしくは実在性（じつざい、じつざいせい、英: reality、独: Realität、仏: realité）は、認識主体から独立して客観的に存在するとされるもの。事物や事象が意識から独立して客観的に存在するありよう。意識から独立に客観的に存在するもの。生滅変転する現象の背後にあるとされる常住不変の実体。

## 概要
reality（英語）、Realität（ドイツ語）、realité（フランス語）は通常「実在」もしくは「実在性」と訳されることが多いが、日常の用語としては「現実」ないしは「現実性」と訳されることもある。actuality（英語）、Wirklichleit（ドイツ語）、acrualiyé（フランス語）と同様に使用される。
日常的には健康な知覚内容に対応する形で時間的空間的な外界に存在する事物等の対象を意味する。
しかし日本における哲学用語としては両者は異なった使い方をされる。英語における reality は actuality がpossibility（可能性）、inevitability もしくは necessity（必然性）と同様に事物の存在のありさまや様子を意味する存在論的概念であるのに対して、日本の哲学用語としての reality は ideality（観念性）と対を成す用語である。
ideality が意識の内部に観念として存在するのに対して reality は意識とは独立して事物や事象として存在するあり方を意味する認識論的な概念である。
プラトンの『イデア』の世界や、プラトンの死後およそ500年後に生まれたプロティノスによるイデア論における二元論を克服するための『一者』といった思想や、ヘーゲルの『絶対精神』の思想は形而上学的実在と呼ばれている。

## 古代ギリシアの実在
古代ギリシア最初の哲学者と言われているターレスが「万物の根源アルケー（古代ギリシア語: ἀρχή）」を探求し水をアルケーと考えたが、後世のアルキメデスによってアルケーはウーシア（古代ギリシア語: οὐσία）と同じ概念であると説明された。ウーシアは後に実体 substance もしくは実在 reality と同類であると考えられるようになった。

## 中世の実在
中世から近代初頭において哲学用語として使用されていた（ラテン語: realitas）や形容詞型の（ラテン語: realis）には「実在」「実在性」という意味は無く、realitas は可能的な事象内容を意味する用語として使われていた。中世の普遍論争の中で『もの・論者たち（reales）』と『名前・論者たち（nominales）』といった思想の対立があった。

## 近代の実在
デカルトは『第二省察』の中で realitas objectiva（ラテン語）と realitas acutualis（ラテン語）区別して使用しており前者は心に投射された事象内容を意味し、後者は現実化された事象を意味している。ライプニッツも realitas をラテン語: possibilitasを「可能性」と同じ意味で使用している。また、カントが（ラテン語: omnitudo realitatis）を使用する場合は実在の総体ではなく、およそ可能な事象の内容の総体を指している。

## 西田幾多郎の実在
西田は彼の著作である『善の研究』の第二編にて実在について論じている。西田はデカルトの「疑う私」と「疑われる対象」の言う主客二元論的な枠組みを取り払い、取り払ったあとには「純粋経験」だけが残り、「誰かの」という所有は問題とならず直接的な経験という事実だけが存在する。この直接的な経験という事実が「直接の知識」という出発点であり実在を理解するための出発点であるとともに「真の実在」であると論じている。

## 西部邁の実在
実在について西部邁（評論家）はこう述べている。